# Jean Wallace
Jean Wallace, właśc. Jean Walasek lub Wallasek (ur. 12 października 1923 w Chicago, zm. 14 lutego 1990) – amerykańska aktorka polsko-irlandzkiego pochodzenia.  

## Biografia
Jean Wallace urodziła się w Chicago w rodzinie Johna i Mary Walaszków (matka z d. Sharkey). Jej dziadek Karol Walaszek był emigrantem z Polski. Była absolwentką Austin Community Academy High School w Chicago. W wieku 17 lat, już jako początkująca modelka, wraz z rodziną przeniosła się do Hollywood. Rok później zadebiutowała w filmie Kulisy wielkiej rewii Roberta Z. Leonarda. Jej kariera trwała do roku 1970, kiedy to wycofała się z aktorstwa. 
Zmarła w wieku 66 lat w swoim domu w Beverly Hills w Kalifornii na skutek krwotoku żołądkowo-jelitowego. 

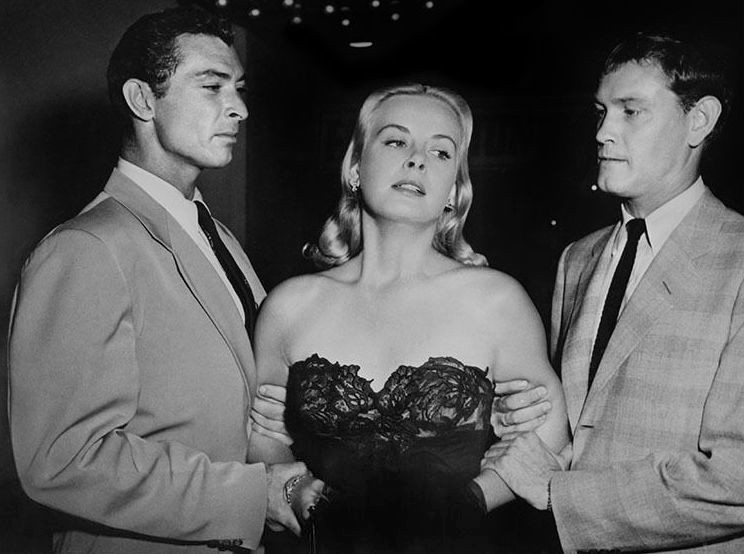
Z Lee Van Cleefem (z lewej) i Earlem Hollimanem (z prawej) w filmie Wielki kartel (1955)

## Filmografia
- (1941) Kulisy wielkiej rewii – tancerka
- (1941) Piękność z Louisiany – tancerka
- (1943) Salute for Three – hostessa
- (1944) You Can't Ration Love 	– Madge
- (1946) It Shouldn't Happen to a Dog – Bess Williams
- (1947) Blaze of Noon – Poppy
- (1948) When My Baby Smiles at Me – Sylvia Marco
- (1949) Człowiek z wieży Eiffla – Edna Wallace
- (1949) Jigsaw – Barbara Whitfield
- (1950) The Good Humor Man – Bonnie Conroy
- (1951) Native Son – Mary Dalton
- (1954) Gwiazda Indii  – Katrina
- (1955) Wielki kartel – Susan Lowell
- (1955) Storm Fear – Elizabeth
- (1957) The Devil's Hairpin – Kelly James
- (1958) Maracaibo – Laura Kingsley
- (1963) Lancelot i Guinevere – Guinevere
- (1967) Wybrzeże we krwi – Julie MacDonald
- (1970) Ni źdźbła trawy – Ann Custance

## Życie osobiste
Była trzykrotnie zamężna. W październiku 1941 poślubiała dwukrotnie starszego od siebie aktora Franchota Tone'a. Ze względu na niepełnoletniość Jean w świetle prawa obowiązującego w Kalifornii, ślub odbył się w Yumie w stanie Arizona. Małżeństwo to zakończyło się rozwodem w 1948 roku. Ze związku tego miała dwóch synów – Pascala (ur. 1943) i Thomasa Jeffersona (ur. 1945). W 1950 roku poślubiła kapitana US Army Jima Lloyda Randalla. Małżeństwo to zostało unieważnione w tym samym roku. Rok później (w 1951) poślubiła aktora Cornela Wilde'a, któremu partnerowała w filmach Wielki kartel (1955), Lancelot i Guinevere (1963) i Wybrzeże we krwi (1967) i z którym rozwiodła się 30-ci lat później. Ze związku tego miała trzeciego syna – Cornela Wallace'a (ur. 1967). Miała brata Johna i siostrę Karol.  